# KV15
Ngôi mộ KV15 nằm trong Thung lũng của các vị Vua ở Ai Cập, được sử dụng cho việc chôn cất của Pharaon Seti II của Vương triều 19. Ngôi mộ đã được đào sâu vào một vách đá thẳng đứng đối mặt với một khu vực wadi chạy về phía tây nam từ phần trung tâm của Thung lũng của các vị Vua. Nó chạy dọc theo hướng tây bắc, có đường trục hướng đông nam, bao gồm một hành lang ngắn tiếp theo hành lang có ba đoạn đó chấm dứt ở một phòng, nơi đó chưa bao giờ được đào lên để khai quật. Sau đó kết nối với một bốn sảnh và một căn phòng của hành lang đó đã được chuyển thành một phòng chôn cất.
Tường và trần nhà của các căn phòng đã được trang trí với thạch cao và sơn bằng hình chó rừng Anubis và hai hàng tranh của các vị thần, đại diện cho những người theo thần Ra và Osiris, được đặt trên một hàng thấp của xác ướp giống như con số. Những bức tranh thường miêu tả được rút ra từ cuốn sách Cầu nguyện của Re Ai Cập, Amduat và Cuốn sách của Những cái cổng. Bức tranh tường ở phòng chôn có nhiều bất thường, ví dụ về sự trở lại của một họa tiết con báo hoặc hình một thuyền cói nhỏ. Các vật trong các bức tranh được ở đây khá giống trong ngôi mộ của Tutankhamun.

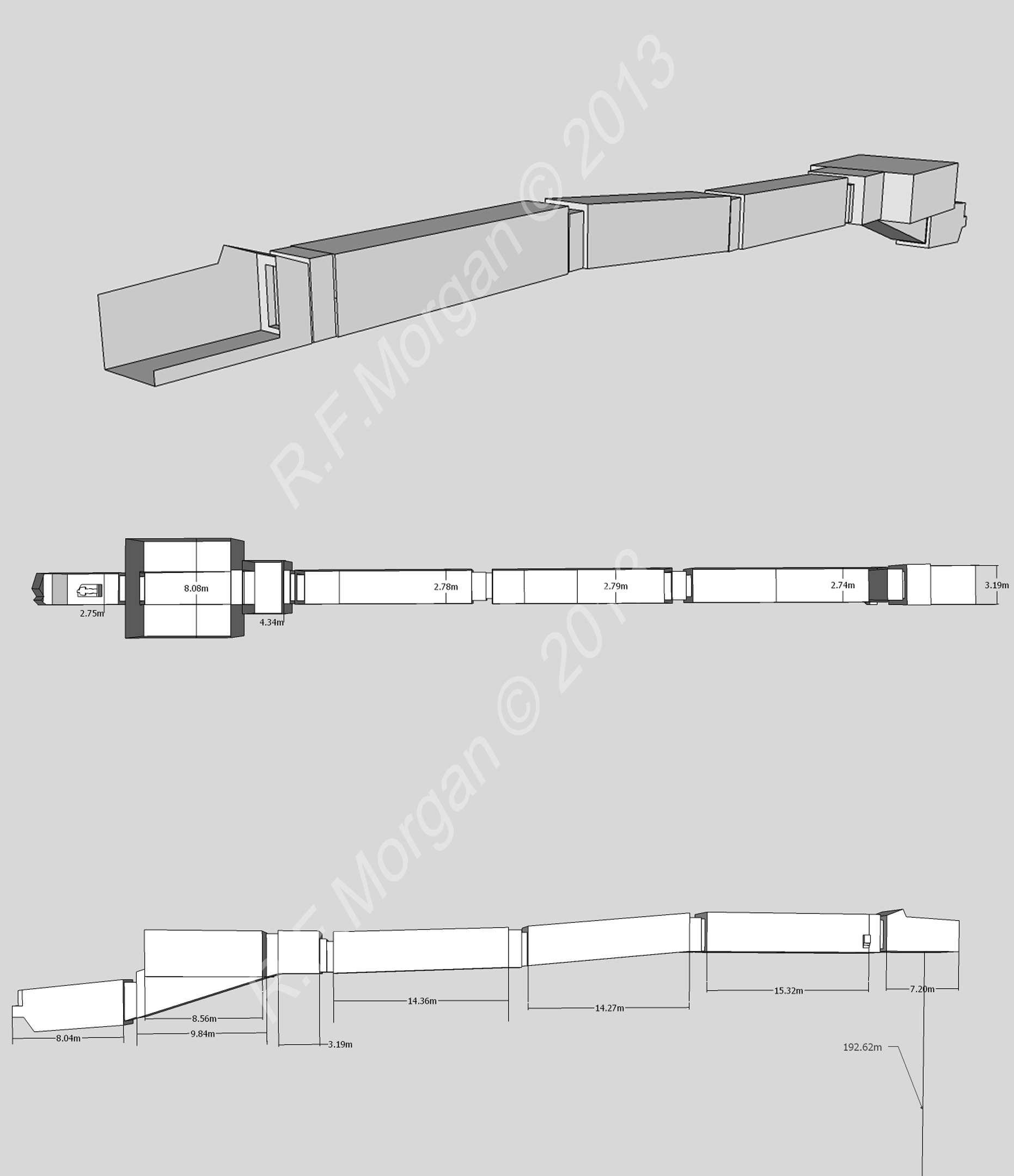
Một kế hoạch và độ cao hình ảnh của KV15

Tương tương đối ít, được biết về lịch sử của các ngôi mộ. Seti II đã bị chôn vùi ở đó, nhưng ông ta có thể ban đầu được chôn cùng với vợ mình là Twosret trong ngôi mộ của ông trong KV14 và sau đó chuyển vội vã đến mộ KV15, có lẽ sau này Pharaon Setnakhte, người đã được chôn trong KV14 đã lấy nó lại cho riêng mình. Xác ướp sau đó được chuyển đến ngôi mộ KV35, chỉ có nắp quan tài của ông vẫn còn trong KV15.
KV15 được biết đã từng được khám phá và mở ra trong thời cổ đại. Richard Pococke đã điều tra, và có thể nó đã được biết đến từ trước năm 1738, nhưng nó đã không được khai quật và cho đến Howard Carter khai quật trong năm 1903-04, ông đã cho rằng ngôi mộ đã được dọn dẹp từ trước. Ngôi mộ đã được mở cửa cho khách du lịch với một cái sàn được cải thiện, tay vịn và ánh sáng được bổ sung..